# La Cuisine des mousquetaires
La Cuisine des mousquetaires est une émission culinaire française co-présentée par Maïté et Micheline Banzet. 

## Création
Patrice Bellot, venu réaliser un documentaire sur l'équipe de rugby de Rion-des-Landes, a remarqué Maïté qui leur préparait leurs repas et lui a proposé d'animer l'émission. Le projet d'émission existait déjà, et devait s'articuler autour de l'univers d'Alexandre Dumas, du terroir gascon des Trois Mousquetaires et de son ouvrage Le Grand Dictionnaire de cuisine.

## Diffusion
[source insuffisante]
La première version de l'émission a d'abord été diffusée à partir du 22 octobre 1983 sur FR3 Aquitaine à l'initiative du directeur des programmes Jean-Claude Sire,  puis à partir du 10 septembre 1991 jusqu'au 5 septembre 1997, sur le réseau national de FR3 puis France 3. Elle connaitra également une diffusion sur la chaine francophone internationale TV5 Europe.
Le 7 janvier 2023, l'émission revient dans une nouvelle formule sur France 3 Occitanie, présentée par Caroline Estremo et Fabrice Mignot.
La première version de l'émission continue de rencontrer un succès considérable sur la chaine YouTube de l'INA qui rediffuse les émissions présentées par Maïté et Micheline Banzet.

## Indicatif du générique
L'indicatif musical du générique de l'émission est tiré du moderato de la sonate a quattro no 1 en sol majeur de Gioachino Rossini,.